# 红鳃裸颊鲷
红鳃裸颊鲷（学名：Lethrinus rubrioperculatus），又稱紅鰓龍占、紅裸頰鯛，为裸颊鲷科裸颊鲷属的鱼类，俗名红腮龙占。分布于台湾恒春等。该物种的模式产地在琉球群岛。體色為的橄欖灰色或棕色，有散在不規則的黑色小斑點，嘴唇是紅色，魚鰭是面色蒼白或粉紅色，體長可達50公分，棲息在沙石底質海域，屬肉食性，以甲殼類、魚類、棘皮動物、軟體動物等為食，可作為食用魚。

## 扩展阅读
維基物種上的相關：红鳃裸颊鲷